# Poly-A-polymerase
Poly-A-polymerase of Poly(A) polymerase alpha (PAP-α) is een enzym dat de posttranscriptionele polyadenylatie van nieuw gesynthetiseerd pre-mRNA in de celkern van eukaryoten katalyseert.
Reactie:
ATP + RNA(n) → difosfaat + RNA(n+1)
Het bij mensen voorkomende PAP-α komt zowel in de celkern als in het cytosol voor.
De activiteit van het PAP-α wordt door de (de-)fosforylering en door binding met verdere eiwitten, in het bijzonder CPSF en Fip1, gereguleerd. Deze vorm van regulatie is de start van de niet-specifieke sturing van de genexpressie. Zo zorgt hyperfosforylatie van PAP-α door de mitose-promoting factor voor het verminderen van de translatie in de metafase van de meiose II. Aan de andere kant defosforyleert het Vpr-eiwit van hiv de PAP-α en zorgt zo voor een verhoogde translatie van viruseiwitten.